# 亞平寧托斯科-埃米利亞諾國家公園
亞平寧托斯科-埃米利亞諾國家公園（義大利語：Appennino Tosco-Emiliano National Park）是義大利的一個國家公園，位於義大利中北部。亞平寧托斯科-埃米利亞諾國家公園創建於2001年，公園內擁有多樣的地形，並且是多種珍稀動植物的棲息地。